# Kapogea sellata
Espèce
Synonymes
- Cyrtophora sellata Simon, 1895
- Araneus rugosus Franganillo, 1936 nec Badcock, 1932
- Araneus franganilloides Brignoli, 1983

Kapogea sellata est une espèce d'araignées aranéomorphes de la famille des Araneidae.

## Distribution
Cette espèce se rencontre aux Antilles et du Costa Rica au Nord de l'Argentine,.

## Description
Les mâles mesurent de 2,7 à 2,8 mm et les femelles de 12,2 à 19 mm.

## Publication originale
- Simon, 1895 : Études arachnologiques. 26e. XLI. Descriptions d'espèces et de genres nouveaux de l'ordre des Araneae. Annales de la Société Entomologique de France, vol. 64, p. 131-160 (texte intégral).